# خالد الكيلاني
محمد خالد جلال الكيلاني المعروف بخالد الكيلاني هو كاتب وصحفي وإعلامي وحقوقي مصري.

## حياته
ولد بقرية دوينة - مركز أبوتيج - محافظة أسيوط لأب خريج كلية الأداب - جامعة القاهرة كان يعمل وقتها رئيس قرية وتلقي خالد الكيلاني تعليمه في مدارس مختلفة بعدة قرى ومدن تنقل فيها الأب بحكم عمله منها دوينة وفزارة - مركز القوصية - والزرابي - مركز أبوتيج - ومدينة القوصية ومدينة صدفا. ثم التحق ب كلية الحقوق جامعة القاهرة وحصل على الليسانس في الحقوق عام 1984 – ثم الدراسات العليا في علم النفس الجنائي من جامعة عين شمس 1986 – والماجستير في الاتصال من المعهد العالي للصحافة والإعلام ب الرباط بالمغرب سنة 1996.
و خالد الكيلاني له أربعة أبناء، بنت وولدان يقيمون و يعملون في مدينة أوبسالا بدولة السويد وله ولد آخر في مرحلة الثانويه العامه ويقيم في القاهره بدولة مصر

### مسيرته الصحفية
عمل في بداياته معداً للبرامج في التليفزيون المصري منذ كان طالباً في الجامعة عام 1982 وكتب في العديد من الصحف مثل الأهالي ومصر الفتاة، ثم تفرغ للعمل بالمحاماة لفترة وعاد في أوائل التسعينيات لمهنة البحث عن المتاعب حيث عمل في عدة صحف عربية مهاجرة، ثم مراسلاً ل جريدة الأهرام في المغرب ومراسلاً ل التليفزيون المصري من هناك، وعاد في أوائل الألفية الثالثة إلى مصر ، وهو يتميز في فن الحوار الصحفي حيث أجرى حوارات صحفية وتليفزبونية مع حوالي (84) شخصية مصرية وعربية وأجنبية حتى الآن أهمها مع الملك الحسن الثاني ورئيس دولة الإمارات العربية المتحدة زايد بن سلطان آل نهيان وعدد كبير من رؤساء الحكومات والوزراء والشخصيات السياسية والفكرية البارزة.

### نشاطه الحقوقي
اعتقل في سبتمبر عام 1981 بقرار من أنور السادات ضمن 1536 معتقلاً من رموز المعارضة في مصر في إطار ما أطلق عليه وقتها حملة سبتمبر، وكان خالد الكيلاني طالب في الجامعة وقتها من أصغر المعتقلين السياسيين سناً، وأفرج عنه بقرار جمهوري أصدره الرئيس حسني مبارك في إبريل عام 1982 ليعود مرة أخرى إلى مقاعد الدراسة الجامعية والنضال السياسي منخرطاً في حزب التجمع الوطني التقدمي الوحدوي.
وفي عقدي الثمانينيات والتسعينيات حضر وترافع متطوعاً كمحام في معظم قضايا الحريات وأهمها قضية إضراب عمال السكة الحديد في الثمانينيات، وقضية تنظيم ثورة مصر عام 1990.

## مؤلفاته
له إسهامات بحثية وعملية في مجال الحريات وحقوق الإنسان. له دراستين هامتين منشورتين الأولى عام 2006 بعنوان دستور 1971 ... هل يصلح لمصر الآن؟ بين ضرورة التغيير ومخاطره، والثانية عام 2008 بعنوان استقلال القضاء...ضرورته، ومفهومه، ومقوماته.